# Порай-Кошиц, Алексей Евгеньевич
Алексей Евгеньевич Порай-Кошиц (р. 24 февраля 1941, Ленинград, СССР) — советский и российский театральный художник, заслуженный деятель искусств Российской Федерации (1994), лауреат Государственной премии РФ в области литературы и искусства (2002).

## Биография
Родился 24 февраля 1941 года в Ленинграде.
Окончил Ленинградский театральный институт имени А. Н. Островского, художественно-постановочный факультет, класс Николая Акимова.
Работал во многих театрах страны, заведующим постановочной частью Театра на Таганке, техническим директором Большого драматического театра им. А. Товстоногова и др.
Художник-постановщик спектаклей «Хозяин», «Звёзды на утреннем небе», «Gaudeamus», «Клаустрофобия», «Пьеса без названия», «Чевенгур», «Московский хор», «Блажь», «Жизнь и судьба», «Утиная охота», «Одолжите тенора!» (Театр имени Пушкина), «Кармен», «Апостол Павел», «Чокнутые королевы», «Жизнь Ильи Ильича», «Чайка», «Осенний марафон», «Варшавская мелодия», «Жизнь и судьба», «Повелитель мух» и других.
- С 1984 года работал заведующим художественно-постановочной частью и замдиректора и художником-постановщиком в Малом драматическом театре («Театр Европы»)[3],
- С 2004 по 2008 год работал первым заместителем директора — художественного руководителя МХТ имени А. П. Чехова[1].

Преподает в Российском государственном институте сценических искусств. С 2009 по 2011 год — заведующий кафедрой технологии на постановочном факультете СПбГАТИ. Профессор кафедры режиссуры (преподает на режиссерских курсах А. А. Праудина и Г. Р. Тростянецкого).

## Основные театральные работы[4]
- «Хозяин» (ТЮЗ им. А. А. Брянцева, реж. З. Корогодский, 1968)
- «Наш Чуковский» (ТЮЗ им. А. А. Брянцева, реж. З. Корогодский, Л. Додин, В. Фильштинский, 1969)
- «Открытый урок» (ТЮЗ им. А. А. Брянцева, реж. З. Корогодский, 1970)
- «Наш, только наш…» (ТЮЗ им. А. А. Брянцева, в соавторстве с З. Корогодским, В. Фильштинским, 1972)
- «Веселый тракт» (Театр на Литейном, реж. Е. Падве, 1971)
- «Свидание в предместье» (Театре драмы и комедии, реж. Е. Падве, 1972)
- «Звёзды на утреннем небе» (МДТ, реж. Л. Додин, 1988)
- «Gaudeamus» (МДТ, реж. Л. Додин,1990)
- «Клаустрофобия» (МДТ, реж. Л. Додин, 1994)
- «Пьеса без названия» (МДТ, реж. Л. Додин,1997)
- «Чевенгур» (МДТ, реж. Л. Додин,1999)
- «Чайка» (МДТ, реж. Л. Додин, 2001)
- «Московский хор» (МДТ, реж. И. Коняев, под рук. Л. Додина, 2002)
- «Жизнь Ильи Ильича» («Балтийский дом», реж. И. Коняев, 2002)
- «Утиная охота» (МДТ, реж. В. Туманов, 2003)
- «Кошки-мышки» (МХТ им. А. П. Чехова, реж. Ю. Еремин, 2004)
- «Одолжите тенора» (Театр им А. С. Пушкина, реж. Е. Писарев, 2005)
- «Последняя ошибка Моцарта» (МХТ им. А. П. Чехова, реж. Ю. Еремин, 2006)
- «Жизнь и судьба» (МДТ, реж. Л. Додин, 2007)
- «Варшавская мелодия» (МДТ, реж. Л. Додин, 2007, с использованием идеи Давида Боровского)
- «Тутиш» (МХТ им. А. П. Чехова, реж. М. Брусникина, 2007)
- «Танец альбатроса» (МХТ им. А. П. Чехова, реж. О. Тополянский, 2007)
- «Белый кролик» (МХТ им. А. П. Чехова, реж. Е. Каменькович, 2008)
- «Весенняя лихорадка» (МХТ им. А. П. Чехова, реж. А. Марин, 2008)
- «Дворянское гнездо» (МХТ им. А. П. Чехова, реж. М. Брусникина, 2009)
- «Фальшивый купон» (СамАрт, реж. А. Праудин, 2010)
- «Фальшивый купон» (Экспериментальная сцена п/р А. Праудина, реж. А. Праудин, 2010)
- «Чайка» (СамАрт, реж. А. Праудин, 2011)
- «Он в Аргентине» (МХТ им. А. П. Чехова, реж. Д. Брусникин, 2012)
- «Дон Жуан» (Театр им. Янки Купалы, реж. А. Праудин, 2014)
- «Зойкина квартира» (Омский Пятый театр, реж. А. Праудин, 2014).
- «Зима, когда я вырос» (ТЮЗ им. А. А. Брянцева, 2017)[5]

## Семья
Дед — Александр Евгеньевич Порай-Кошиц (1877—1949), советский химик-органик, лауреат Сталинской премии (1943), академик АН СССР (1935).
Родители — Евгений Александрович Порай-Кошиц (15 (28) сентября 1907 — 18 марта 1999, Санкт-Петербург), советский учёный-химик, лауреат Ленинской премии (1963); Вера Фёдоровна Матюх (1910—2003), советский художник-график.

## Награды и звания
- Заслуженный деятель искусств Российской Федерации (1994)[6];
- Лауреат Государственной премии РФ в области литературы и искусства (2002 год спектакль «Московский хор»)[7];
- «Золотая маска» 2002 год (лучшая работа художника в драматическом театре, спектакль «Чайка», Малый драматический театр — Театр Европы, Санкт-Петербург);
- «Золотой софит» 2007 год (спектакль «Жизнь и судьба», Малый драматический театр — Театр Европы, Санкт-Петербург)[8];
- «Золотой софит» 2011 год (спектакль «Ольга. Запретный дневник»)[9];